# Saints Row 2 (móvil)
Saints Row 2 es un videojuego de acción-aventura tie-in desarrollado por el estudio sueco G5 Entertainment y publicado por THQ Wireless para acompañar el juego de consola Saints Row 2. Fue lanzado en octubre de 2008. El juego sigue la historia de la serie donde el jugador regresa de la cárcel y lucha para proteger y expandir el territorio de su pandilla. El jugador puede robar, carjack, asaltar, disparar, apuñalar y matar a los jugadores de la computadora. Hay minijuegos especiales para robar, robar y robar autos. Completar misiones gana dinero para gastar en suministros reabastecidos y actualizaciones de jugadores. Los revisores sostuvieron que el juego era demasiado grande para la pantalla pequeña, lo que exacerbó los controles de conducción difíciles.

## Jugabilidad
La historia del juego imita la del juego de consola: el personaje regresa a la ciudad de Stilwater luego de una oferta en prisión y debe restaurar la influencia atrofiada de su pandilla, los Saints. El jugador puede matar, amenazar, robar, secuestrar y forzar a otras pandillas a salir del territorio de los Saints. Por ejemplo, los objetivos del jugador en la misión del tutorial incluyen secuestrar un automóvil, matar a un policía, conducir a un lugar de "Perdonar y olvidar" para perder la persecución policial y asaltar a un peatón. Las ubicaciones en toda la ciudad ayudan al jugador, como comida rápida restaurantes que restauran salud, tiendas de armas para potencia de fuego y tiendas de pintura en aerosol para atraer al jugador cuando lo persigue la policía. Un minimapa en pantalla muestra ubicaciones cercanas y hay un mapa más grande de toda la ciudad en la pantalla de pausa que no muestra ubicaciones detalladas. La ciudad se divide en zonas, y los objetivos de la misión del juego consisten en gran medida en conducir a lugares y disparar cosas. Los ejemplos de misiones incluyen asesinatos, colocación de bombas y robos.
El jugador puede pelear con un cuchillo recibido al principio del juego y más tarde con armas de fuego que cuentan con autoapuntado. También hay secuencias en las que el jugador puede disparar a los enemigos con un rifle de francotirador. Los enemigos no se esconden debido a la falta de un sistema de cobertura. El jugador puede ganar dinero al completar misiones y robar a los peatones, que luego puede usarse para comprar comida, armamento, pintura en aerosol y accesorios para el hogar del personaje. El juego móvil presenta minijuegos para robar peatones, robar y secuestrar vehículos. Mientras roba, el jugador toca íconos de caras felices y enojadas para aterrorizar a la víctima para que le dé más dinero. Al robar, un clon de Tetris le permite al jugador colocar más artículos en el camión, y el minijuego de robo de autos le permite al jugador ganar más dinero por asustar al pasajero cautivo conduciendo a altas velocidades.
Al conducir, las opciones de control incluyen "dirección direccional" donde "izquierda" y "derecha" controlan el vehículo en esa dirección (como un volante) y "arriba" acelera, y otra opción donde el jugador presiona un botón correspondiente a la dirección deseada. El jugador apunta a los enemigos presionando la tecla numeral y luego presionando "5" repetidamente, lo que también deja al personaje vulnerable. Los jugadores pueden correr más rápido de lo que pueden conducir los autos.

## Desarrollo
Saints Row 2 es un juego de video juego de acción móvil basado en el juego de consola Saints Row 2. Fue desarrollado por G5 Entertainment, donde se conocía como "Project Sienna" en desarrollo, y publicado por THQ Wireless en la plataforma Java 2 Micro Edition (J2ME). El juego se construyó sobre su motor patentado Talisman, que el productor senior de G5, Mike Zakharov, dijo en 2008 que permitía que el juego tuviera un gran entorno con muchas cosas que hacer como "uno de los juegos móviles modernos más complejos". En comparación con su anterior juego móvil vinculado (asociado con el Saints Row original), el juego móvil Saints Row 2 solucionó problemas de pequeños sprites y demasiado tráfico. Además, los desarrolladores cambiaron la perspectiva de la cámara de directamente arriba a un ligero ángulo. Saints Row 2 para dispositivos móviles se anunció por primera vez en junio de 2008 y lanzado en octubre. Es compatible con el Nokia N95 y Nokia N81.

## Recepción
Levi Buchanan de IGN describió el juego como algo entre un juego de vinculación tradicional y una toma de efectivo, y "ambicioso" pero limitado por los confines de la plataforma móvil. Agregó que el juego parecía forzado a la plataforma a pesar de su incapacidad para admitir el juego de mundo abierto. Keith Andrew de Pocket Gamer sintió lo mismo, y Rob Hearn del mismo medio también se quejaron de cómo los sprites grandes restringían el espacio de la pantalla y hacían que la conducción fuera más lenta. Buchanan de IGN sintió que la pantalla era demasiado pequeña para tanta acción, especialmente debido al tamaño del minimapa, y aunque la ciudad "parece viva", se convirtió en "una dolorosa carrera de obstáculos". Le resultó difícil conducir entre sus controles y su incapacidad para planificar lo desconocido fuera de la pantalla. Andrew de Pocket Gamer también descubrió que ambos controles de conducción eran complicados y se encontró matando accidentalmente a peatones y, por lo tanto, involucrándose en persecuciones policiales. Por otro lado, Andrew Podolsky de 1UP.com disfrutó conduciendo a través de entornos destructibles.
Buchanan de IGN encontró al enemigo inteligencia artificial débil. Como nadie se pone a cubierto, "simplemente se quedan allí para que les disparen". Agregó que el juego había pasado lo suficiente del interés del jugador para continuar, y que el sonido del juego era "poco impresionante". Podolsky de 1UP.com calificó el juego como una "descarga que vale la pena" y, aunque señaló que los juegos móviles violentos eran raros, dijo que el juego se veía "casi idéntico" al juego móvil de 2007 de  American Gangster, aunque Saints Row fue más violento. Agregó que la historia del juego no era interesante.
Keith Andrew de Pocket Gamer escribió que el juego móvil era "como... ningún otro" ya que el jugador podía "ver pasar la vida" sin proporcionar información. Agregó que la tarea principal del juego era mantenerse con vida ya que casi todos, excepto los peatones y los compañeros de equipo, están en contra de los Saints. Andrew reconoció las limitaciones de la vista de arriba hacia abajo en dispositivos móviles y pensó que los desarrolladores hicieron el mejor trabajo posible teniendo en cuenta las limitaciones de su plataforma, pero preguntó: "¿Un juego como 'Saints Row' realmente está hecho para tu móvil?"